# Szarfa

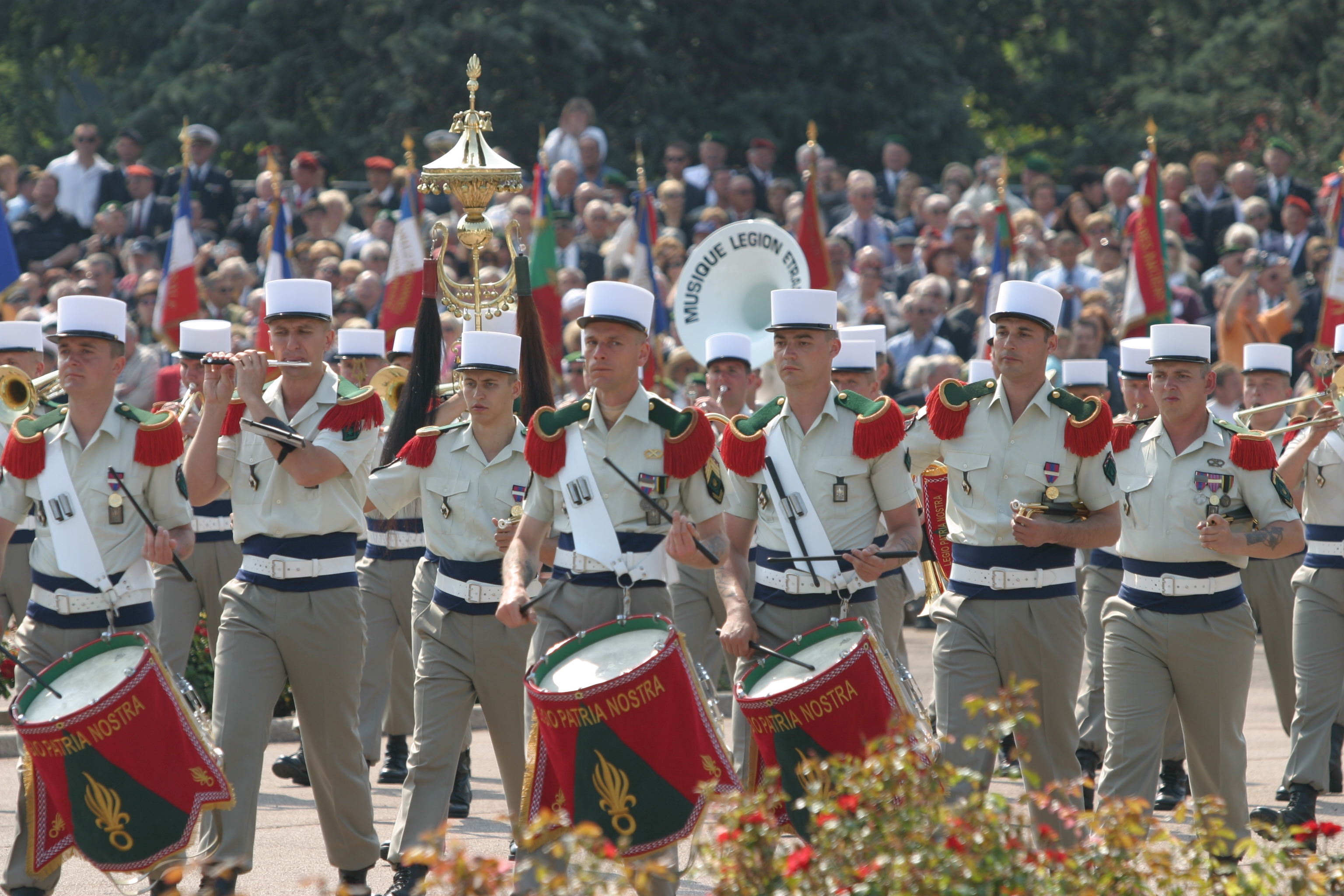
Żołnierze Legii Cudzoziemskiej w stroju galowym, widoczne niebieskie szarfy przewiązane w pasie

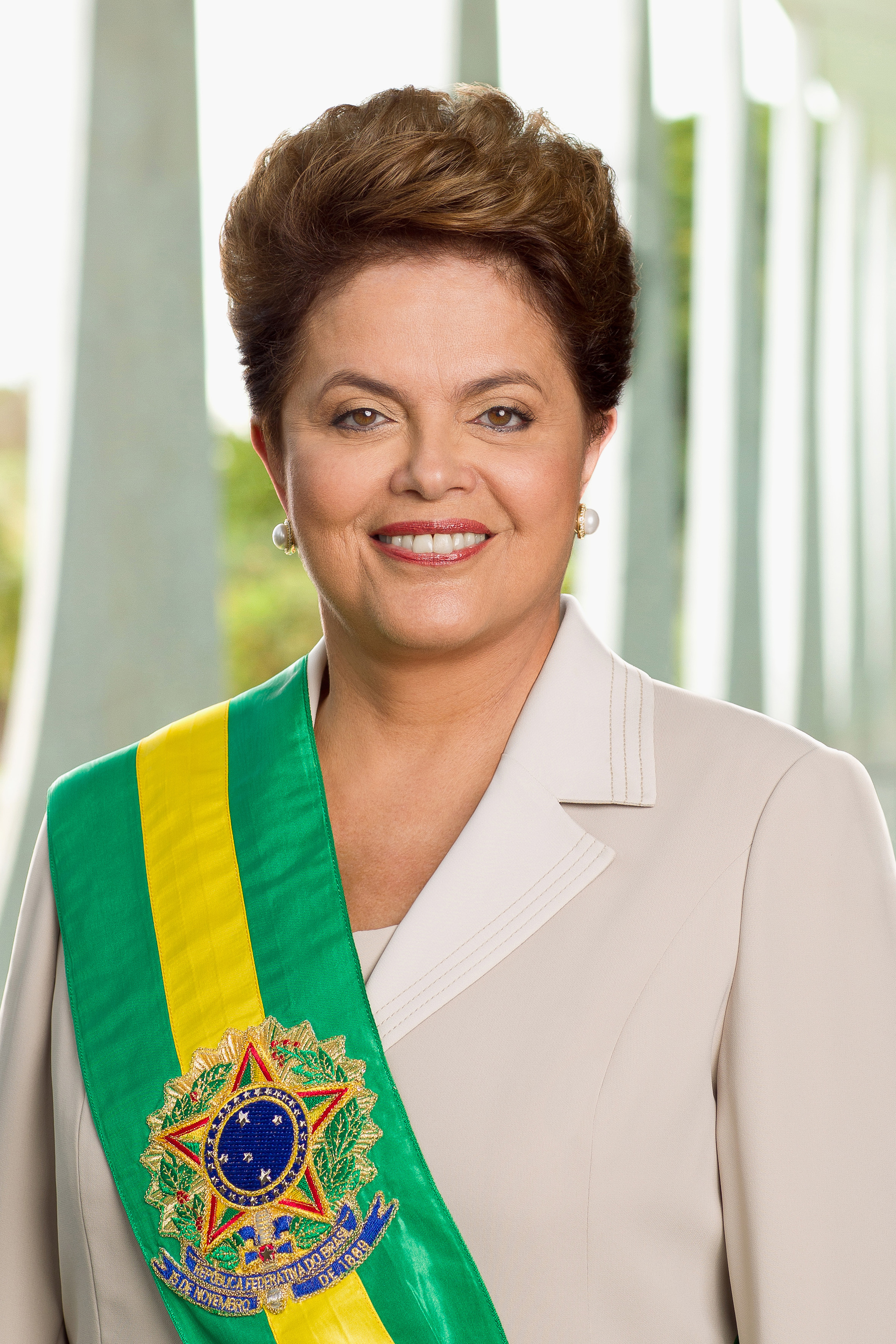
Dilma Rousseff, prezydent Brazylii w latach 2011–2016 w szarfie prezydenckiej

Szarfa – długa, szeroka wstęga stanowiąca ozdobę stroju, często o charakterze ceremonialnym.

## Wykorzystanie
Szarfy stanowią lub stanowiły element ubioru w niektórych formacjach wojskowych. W United States Army szarfa noszona była przez oficerów na służbie od końca XVIII wieku. Wygląd i sposób noszenia szarfy związany był z funkcją bądź przynależnością do określonej formacji, przykładowo według regulacji z 1832 roku szarfy generałów miały kolor płowożółty, a oficerów czerwony, obie przewieszane były przez prawie ramię i przewiązywane na przeciwległym biodrze. Oficerowie utworzonej w roku następnym dragonii posiadali szarfy pomarańczowe przewieszane na lewym ramieniu. Używania szarf w armii amerykańskiej zaprzestano w latach 1872 (dla oficerów) i 1917 (dla generałów). Niebieskie szarfy przewiązywane w pasie stanowią element galowego ubioru francuskiej Legii Cudzoziemskiej.
Szarfy ze wstęg orderowych stanowią element galowego stroju osób nimi odznaczonych. Należą do nich m.in. Order Orła Białego i brytyjski Order Podwiązki (błękitna wstęga przewieszana z lewego ramienia do prawego boku), czy francuska Legia Honorowa I klasy (czerwona wstęga przewieszana z prawego ramienia do lewego boku).
W niektórych krajach szarfa jest jednym z atrybutów władzy prezydenckiej, a poprzez przekazywanie jej kolejnym następcom – symbolem ciągłości owej władzy. Szarfy te często mają kolory flagi narodowej i przedstawiają elementy godła danego kraju. Tradycja szarf prezydenckich jest szczególnie rozpowszechniona w państwach Ameryki Łacińskiej (m.in. Argentyna, Brazylia, Kolumbia, Meksyk, Wenezuela). Poza nimi szarfę noszą prezydenci niektórych państw afrykańskich (m.in. Niger i Madagaskar), azjatyckich (Indonezja, Liban) i europejskich (Chorwacja, Łotwa). We Francji szarfę w kolorach flagi państwowej noszą m.in. merowie podczas wykonywania funkcji o charakterze ceremonialnym.
Innym zastosowaniem dla szarf są konkursy piękności, gdzie odznacza się nimi zwycięzców.